# Кирицэ, Даниэл
Даниэл Кирицэ (рум. Daniel Chiriţă; 24 марта 1974, Плоешти) — румынский футболист, защитник.

## Биография
Первые 10 лет отыграл в Румынии, в 2002 году сыграл один матч за украинский «Шахтёр» (Донецк), следующие три года провёл в российском «Зените» (Санкт-Петербург), в составе которого стал обладателем Кубка РФПЛ (2003). Покинул команду в начале 2005 года со скандалом. После неудачных попыток перейти в «Шинник» и «Металлист» (Харьков) отыграл сезон в клубе «Сталь» (Алчевск).
После завершения карьеры игрока работает агентом.

## Достижения
«Рапид»
- Чемпион Румынии: 1999

«Зенит»
- Серебряный призёр Чемпионата России: 2003
- Обладатель Кубка Премьер-лиги: 2003